# Ørslev (Ringsted)
Ørslev is een plaats in de Deense regio Seeland, gemeente Ringsted. De plaats telt 671 inwoners (2008).